# Vegyes csapat műugrás a 2022-es úszó-Európa-bajnokságon
A 2022-es úszó-Európa-bajnokságon a műugrás vegyes csapatversenyét augusztus 15-én délután rendezték meg a római Foro Italicóban.

## Versenynaptár
Az időpont(ok) helyi idő szerint olvashatóak (UTC +01:00):
| Dátum                      | Időpont | Forduló |
| -------------------------- | ------- | ------- |
| 2022. augusztus 15., hétfő | 13:00   | Döntő   |

## Eredmény
| #  | Versenyző                                                                                    | Ország                   | Pontok | Pontok | Pontok | Pontok | Pontok | Pontok | Pontok |
| #  | Versenyző                                                                                    | Ország                   | F1     | F2     | F3     | F4     | F5     | F6     | Össz.  |
| -- | -------------------------------------------------------------------------------------------- | ------------------------ | ------ | ------ | ------ | ------ | ------ | ------ | ------ |
|    | Eduard Timbretti Gugiu Sarah Jodoin Di Maria Andreas Sargent Larsen Chiara Pellacani         | Olaszország (ITA)        | 58,50  | 63,00  | 66,00  | 72,00  | 75,85  | 67,20  | 402,55 |
|    | Kszenija Bajlo Kirill Boljuh Viktorija Keszar Danilo Konovalov                               | Ukrajna (UKR)            | 57,00  | 75,25  | 55,50  | 76,80  | 64,00  | 70,50  | 399,05 |
|    | James Heatly Noah Williams Andrea Spendolini-Sirieix Grace Reid                              | Egyesült Királyság (GBR) | 58,50  | 72,20  | 54,00  | 60,20  | 77,40  | 62,40  | 384,70 |
| 4. | Valeria Antolino Pacheco Alberto Arévalo Alcón Carlos Camacho Del Hoyo Rocío Velázquez Rodan | Spanyolország (ESP)      | 58,80  | 79,80  | 54,00  | 40,60  | 72,00  | 68,80  | 374,00 |
| 5. | Timo Barthel Elena Wassen Lou Noel Guy Massenberg Tina Punzel                                | Németország (GER)        | 58,50  | 63,00  | 69,75  | 64,00  | 49,50  | 62,40  | 367,15 |
| 6. | Jules Bouyer Jade Gillet Naïs Gillet Gary Hunt                                               | Franciaország (FRA)      | 29,40  | 78,75  | 54,60  | 51,30  | 51,80  | 51,30  | 317,15 |